# Xa lộ Liên tiểu bang 20
Xa lộ Liên tiểu bang 20 (tiếng Anh: Interstate 20 hay viết tắt là I‑20) là một xa lộ liên tiểu bang đông-tây then chốt tại miền Nam Hoa Kỳ. I‑20 có chiều dài khoảng 1.535 dặm (2.470 km), bắt đầu ở điểm đầu phía tây gần Kent, Texas ở Xa lộ Liên tiểu bang 10 đến Florence, South Carolina ở Xa lộ Liên tiểu bang 95.  Giữa tiểu bang Texas và tiểu bang South Carolina, I‑20 chạy qua phía bắc tiểu bang Louisiana, miền trung Mississippi, tây và trung-bắc tiểu bang Alabama, và trung-bắc tiểu bang Georgia. I‑20 giao cắt với 7 trong 10 xa lộ liên tiểu bang bắc-nam then chốt (trừ I‑5, I‑15 và I‑25) và cũng giao cắt với các xa lộ liên tiểu bang đông-tây then chốt là I‑10 và I‑30.
Từ điểm đầu phía đông tại I‑95, xa lộ tiếp tục chạy khoảng 2 dặm (3 km) về phía đông vào thành phố Florence với tên gọi Xa lộ nhánh Thương mại 20.

## Mô tả xa lộ
|           | dặm    | km      |
| --------- | ------ | ------- |
| TX        | 636,08 | 1023,67 |
| LA        | 189,87 | 305,57  |
| MS        | 154,61 | 248,82  |
| AL        | 214,7  | 345,5   |
| GA        | 202,61 | 326,07  |
| SC        | 141,51 | 227,74  |
| Tổng cộng | 1539,4 | 2477,4  |

### Texas
Xa lộ Liên tiểu bang 20 bắt đầu 10 dặm (16 km) ở phía đông thành phố Kent, Texas tạo thành hình cái ná với Xa lộ Liên tiểu bang 10. Từ đó, xa lộ đi theo hướng đông-đông bắc qua Odessa, Midland, và Abilene trước khi quay về hướng đông đến vùng đô thị Dallas/Fort Worth. Hành lang La Entrada al Pacifico chạy dọc I-20 giữa Quốc lộ Hoa Kỳ 385 và FM 1788. Giữa Monahans và I-10, I-20 có cắm biển tốc độ giới hạn là 80 mph (130 km/h).
Từ lúc khánh thành vào thập niên 1960 đến năm 1971, I-20 ban đầu đi qua trung tâm vùng đô thị phức hợp Dallas-Fort Worth bằng ngã xa lộ thu phí Dallas-Fort Worth Turnpike. Con đường củ này hiện nay được cắm biển là Xa lộ Liên tiểu bang 30, Quốc lộ Hoa Kỳ 80 (đoạn trước đây giữa I-635 và Terrell) và Texas Spur 557 (tránh thành phố Terrell).
Năm 1987, I-20 được điều chỉnh chạy qua các phần phía nam của thành phố Fort Worth, Arlington, Grand Prairie, Dallas, và Mesquite trước khi nhập lại đường gốc của nó tại Terrell. Một phần của I-20 tại Dallas, Texas được đặt tên là Xa lộ cao tốc Lyndon B. Johnson và được cắm biển tên là I-635.
Xa lộ Liên tiểu bang 20 tiếp tục về hướng đông từ Terrell, đi tránh qua thành phố Tyler, Marshall, và Longview trước khi băng ngang ranh giới tiểu bang Louisiana gần Waskom.

### Louisiana
Tại Louisiana, I-20 gần như chạy song song với Quốc lộ Hoa Kỳ 80 qua phần phía bắc của tiểu bang.
Khi đi vào tiểu bang từ điểm gần thành phố Waskom, Texas, xa lộ tiến vào vùng đô thị Shreveport-Bossier City, giao cắt với Xa lộ Liên tiểu bang 49 gần Trung tâm Shreveport và đi ngang gần Căn cứ Không quân Barksdale trong Bossier city.
Từ khu vực này, xa lộ phần lớn đi qua vùng đất nông thôn có nhiều đồi, đi tránh xa thành phố Minden, Ruston và Grambling trước khi đến Monroe.
Từ Monroe, I-20 vào vùng đất phẳng hơn khi nó đến gần sông Mississippi. Trước khi băng qua sông Mississippi, xa lộ đi qua Tallulah. Tại sông Mississippi, I-20 rời tiểu bang Louisiana và vào Vicksburg, Mississippi.

### Mississippi

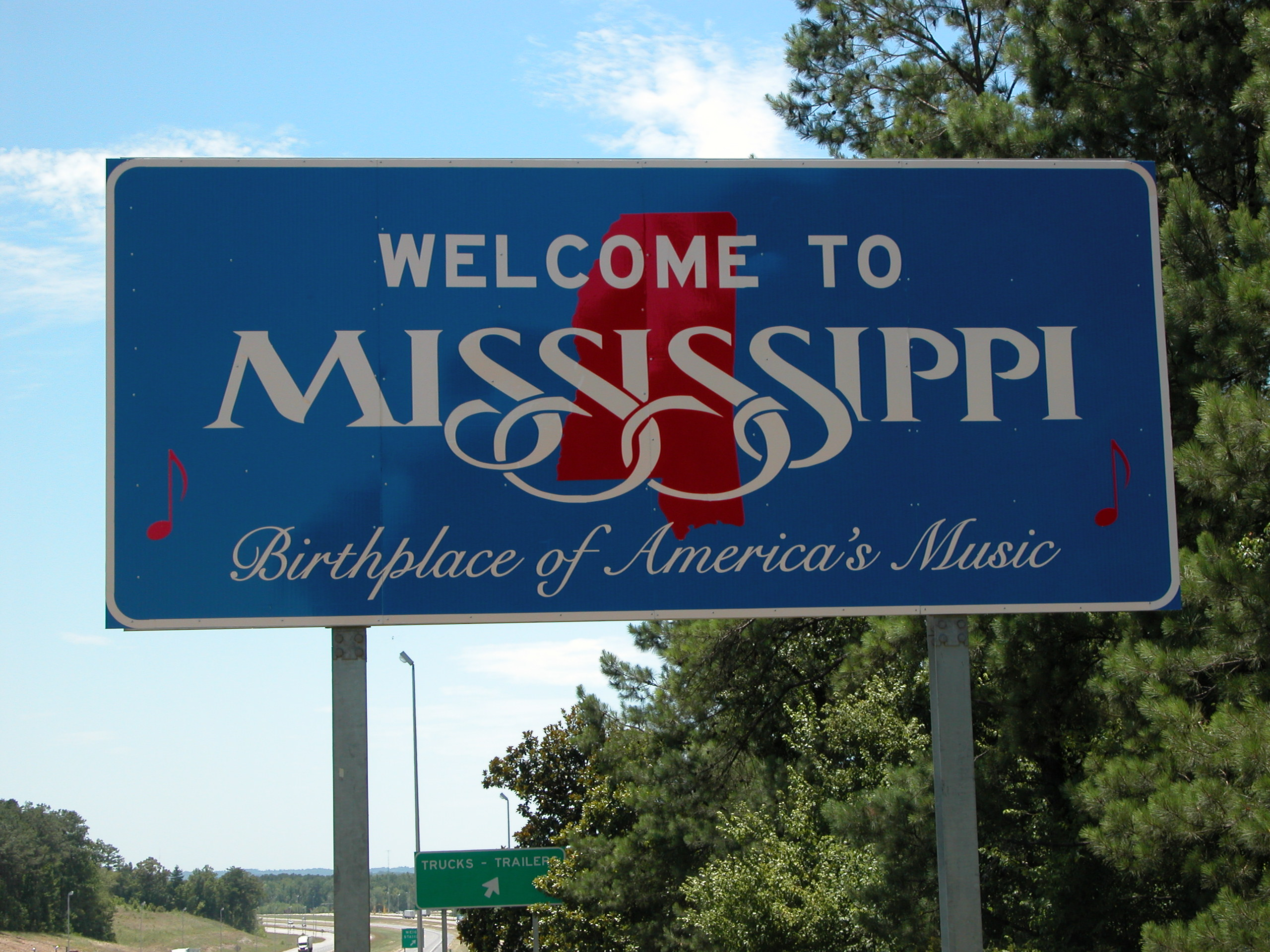
Một biển dấu chào mừng đến tiểu bang, hướng đi về phía tây.

Ngay khi vào tiểu bang Mississippi từ sông Mississippi, I-20 vào ngay thành phố Vicksburg. Giữa Edwards và Clinton, xa lộ phần lớn men theo con đường hai làn xe ban đầu của Quốc lộ Hoa Kỳ 80.  Tại Jackson, I-20 có một đoạn ngắn trùng với cả hai Xa lộ Liên tiểu bang 55 và Quốc lộ Hoa Kỳ 49.  Cũng tại Jackson, có một nút giao thông khác mức chồng khác thường nằm ở giao điểm của các xa lộ I-20, I-55 Bắc và Quốc lộ Hoa Kỳ 49 Nam. Từ nút giao thông chồng chất này, I-20 tiếp tục đi hướng đông đến Meridian là nơi nó bắt đầu có một đoạn đường gần 160 dặm (260 km) trùng với Xa lộ Liên tiểu bang 59.

### Alabama
Xa lộ Liên tiểu bang 20 cùng với Xa lộ Liên tiểu bang 59 băng qua ranh giới tiểu bang Alabama gần thành phố York, và chúng vẫn nhập với nhau khi đi qua phía tây tiểu bang Alabama và thành phố Tuscaloosa. Tại Birmingham, hai xa lộ này cùng đi qua trung tâm thành phố trước khi tách đôi tại Lối ra 130 nằm ở phía đông Sân bay Birmingham. I-20 tiếp tục về hướng đông qua Oxford/Anniston, Alabama, và Rừng Quốc gia Talladega.
Cũng tại Birmingham, điểm giao cắt của I-20/I-59 và Xa lộ Liên tiểu bang 65 được biết với cái tên là "Malfunction Junction" (có nghĩa là giao điểm bế tắc) vì cách thiết kế của nút giao thông lập thể có cái gì đó dễ gây nhầm lẫn và có nhiều vụ tai nạn giao thông xảy ra tại đây.

### Georgia
I-20 vào Tiểu bang Đào (mệnh danh của tiểu bang Georgia gần Tallapoosa và sau khi đi qua phía tây Georgia, nó vào Vùng đô thị Atlanta. Trong những ngày quang đãng, người lái xe đi hướng đông sẽ nhìn thấy cảnh quan đầu tiên của trung tâm thành phố Atlanta, Georgia khi họ tới đỉnh Đồi Six Flags. Công viên giải trí Six Flags Over Georgia dễ được nhìn thấy từ Lối ra 47 chiều đi hướng đông. Tại Atlanta, xa lộ đi qua trung tâm thành phố, đi qua Xa lộ Liên tiểu bang 75 và Xa lộ Liên tiểu bang 85 mà cả hai xa lộ này có chung một đoạn đường. Nó tiếp tục qua vùng đô thị Atlanta đi về hướng đông và qua nửa phần phía đông của tiểu bang Georgia cho đến khi rời tiểu bang khi băng ngang sông Savannah tại thành phố Augusta, Georgia.
Đi qua tiểu bang, I-20 nhập chung với Xa lộ Tiểu bang Georgia State 402 không ghi biển dấu. Từ ranh giới tiểu bang Alabama đến Xa lộ Liên tiểu bang 285 trong thành phố Atlanta, xa lộ được đặt tên là "Xa lộ cao tốc Tom Murphy" nhưng nó được gọi tên là "Xa lộ cao tốc Ralph David Abernathy" bên trong I-285. Xa lộ Liên tiểu bang cũng được đặt tên là Xa lộ Purple Heart từ I-285 trong Quận DeKalb đến Quốc lộ Hoa Kỳ 441 trong Madison, Georgia; và được gọi là Xa lộ Carl Sanders từ Quốc lộ Hoa Kỳ 441 đến ranh giới South Carolina.

### South Carolina

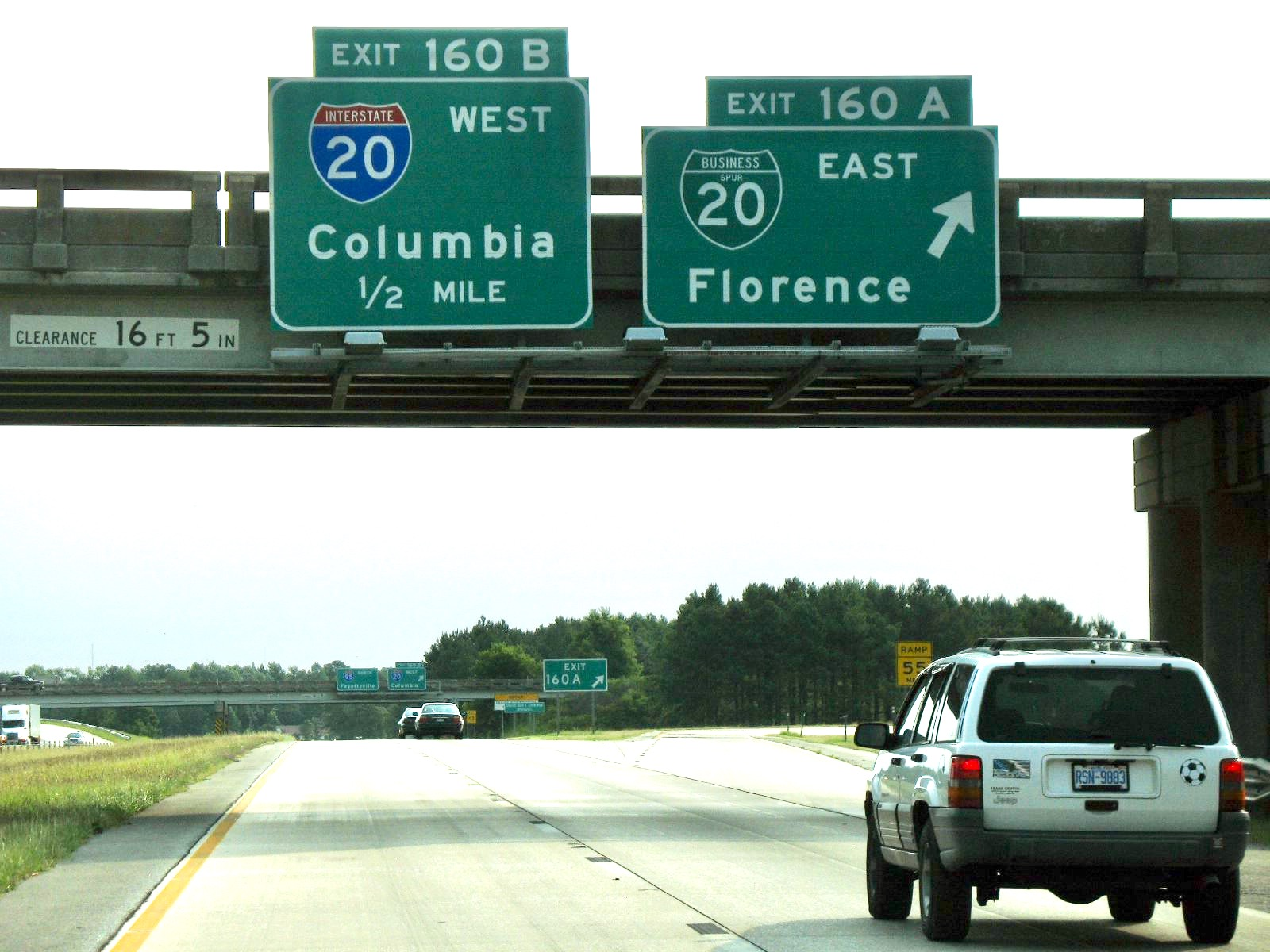
Đoạn đường sắp đến đầu phía đông của I-20 trên I-95

Sau khi rời thành phố Augusta, I-20 qua sông Savannah và vào Tiểu bang Cọ lùn (biệt danh của South Carolina) và chạy về hướng đông bắc, đi tránh qua thành phố Aiken và Lexington trước khi đến thủ phủ Columbia mà có thể đến đó trực tiếp qua Xa lộ Liên tiểu bang 26 nằm ở Lối ra 64, rồi, gần như lập tức là Xa lộ Liên tiểu bang 126/Quốc lộ Hoa Kỳ 76.
Tại Columbia, Xa lộ Liên tiểu bang 20 đi tránh thành phố ở phía bắc và rồi lại quay về hướng đông bắc, đi tránh qua thành phố Fort Jackson và Camden. Sau khi qua sông Wateree, nó quay sang hướng đông, đi ngang thành phố nhỏ Bishopville trước khi đến khu vực Florence. Ở nơi gần Florence I-20 gặp đầu phía đông của nó tại Xa lộ Liên tiểu bang 95. Tuy nhiên, khoảng 2 dặm (3 km), xa lộ tiếp tục đi vào Florence với tên gọi là Xa lộ nhánh Thương mại 20.
I-20 tại tiểu bang này có tên gọi là Xa lộ cao tốc J. Strom Thurmond hay Xa lộ cao tốc John C. West. Đoạn đầu tiên được hoàn thành là cầu bắt qua sông Savannah năm 1965, đoạn cuối giữa Quốc lộ Hoa Kỳ 401 và I-95 (bao gồm xa lộ nhánh thương mại) được thông xe vào tháng 8 năm 1975.

## Các xa lộ giao cắt chính
- Xa lộ Liên tiểu bang 10 tại Kent, Texas
- Xa lộ Liên tiểu bang 30 gần Fort Worth, Texas
- Xa lộ Liên tiểu bang 820 tại Fort Worth, Texas (hai lần)
- Xa lộ Liên tiểu bang 35W tại Fort Worth, Texas
- Xa lộ Liên tiểu bang 35E tại Dallas, Texas
- Xa lộ Liên tiểu bang 45 tại Dallas, Texas
- Xa lộ Liên tiểu bang 635 tại Dallas, Texas
- Xa lộ Liên tiểu bang 220 tại Shreveport, Louisiana (đầu phía tây)
- Xa lộ Liên tiểu bang 49 tại Shreveport, Louisiana
- Xa lộ Liên tiểu bang 220 tại Bossier City, Louisiana (đầu phía đông)
- Xa lộ Liên tiểu bang 220 tại Jackson, Mississippi
- Xa lộ Liên tiểu bang 55 tại Jackson, Mississippi (I-20 và I-55 có một đoạn ngắn trùng nhau tại đây)
- Xa lộ Liên tiểu bang 59 tại Meridian, Mississippi (Map). I-20 và I-59 vẫn trùng nhau cho đến Birmingham, Alabama.
- Xa lộ Liên tiểu bang 359 tại Tuscaloosa, Alabama
- Xa lộ Liên tiểu bang 65 tại Birmingham, Alabama
- Xa lộ Liên tiểu bang 59 tại Birmingham, Alabama
- Xa lộ Liên tiểu bang 459 tại Birmingham, Alabama (twice)
- Xa lộ Liên tiểu bang 285 tại Atlanta, Georgia (hai lần)
- Xa lộ Liên tiểu bang 75/Xa lộ Liên tiểu bang 85 tại Atlanta, Georgia.  Cả hai đi theo cùng đoạn xa lộ cao tốc có tên gọi là "Downtown Connector".
- Xa lộ Liên tiểu bang 520 tại Augusta, Georgia (đầu phía tây)
- Xa lộ Liên tiểu bang 520 near North Augusta, South Carolina (đầu phía đông)
- Xa lộ Liên tiểu bang 26 tại Columbia, South Carolina
- Xa lộ Liên tiểu bang 77 tại Columbia, South Carolina
- Xa lộ Liên tiểu bang 95 tại Florence, South Carolina (Map)

## Các xa lộ phụ
Hai xa lộ liên tiểu bang 420 được dự tính xây dựng nhưng không được xây hoặc hoàn thành. Một là xa lộ tránh thành phố quanh Monroe, Louisiana nhưng chưa được xây dựng. Xa lộ I-420 thứ hai được hoạch định là đường tránh thành phố đi ngang phía nam Trung tâm Atlanta. Vì thái độ chống đối xa lộ cao tốc của dân thành phố nên xa lộ I-420 chưa được hoàn thành. Phần đã xây xong được cắm biển là Xa lộ Georgia 154 / Xa lộ Georgia 166 có tên là "Xa lộ công viên Langford" (trước kia gọi là Xa lộ cao tốc Lakewood).
- Shreveport, Louisiana - I-220
- Jackson, Mississippi - I-220
- Augusta, Georgia - I-520
- Fort Worth, Texas - I-820